# Seven Femenino de Dubái 2014
El Seven Femenino de Dubái de 2014 fue la cuarta edición del torneo de rugby 7, fue el primer torneo de la Serie Mundial Femenina de Rugby 7 2014-15.
Se desarrolló en el The Sevens Stadium de la ciudad de Dubái, Emiratos Árabes Unidos.

## Fase de grupos

### Grupo A
| Equipo         | Encuentros | Encuentros | Encuentros | Encuentros | Tantos  | Tantos    | Tantos     | Puntos |
| Equipo         | jugados    | ganados    | empatados  | perdidos   | a favor | en contra | diferencia | Puntos |
| -------------- | ---------- | ---------- | ---------- | ---------- | ------- | --------- | ---------- | ------ |
| Nueva Zelanda  | 3          | 3          | 0          | 0          | 96      | 31        | 65         | 9      |
| Estados Unidos | 3          | 2          | 0          | 1          | 97      | 36        | 61         | 7      |
| Rusia          | 3          | 1          | 0          | 2          | 71      | 51        | 20         | 5      |
| China          | 3          | 0          | 0          | 3          | 5       | 151       | −146       | 3      |

### Grupo B
| Equipo    | Encuentros | Encuentros | Encuentros | Encuentros | Tantos  | Tantos    | Tantos     | Puntos |
| Equipo    | jugados    | ganados    | empatados  | perdidos   | a favor | en contra | diferencia | Puntos |
| --------- | ---------- | ---------- | ---------- | ---------- | ------- | --------- | ---------- | ------ |
| Australia | 3          | 3          | 0          | 0          | 99      | 10        | 89         | 9      |
| Francia   | 3          | 2          | 0          | 1          | 65      | 31        | 34         | 7      |
| Sudáfrica | 3          | 0          | 1          | 2          | 24      | 77        | −53        | 4      |
| España    | 3          | 0          | 1          | 2          | 17      | 87        | −70        | 4      |

### Grupo C
| Equipo     | Encuentros | Encuentros | Encuentros | Encuentros | Tantos  | Tantos    | Tantos     | Puntos |
| Equipo     | jugados    | ganados    | empatados  | perdidos   | a favor | en contra | diferencia | Puntos |
| ---------- | ---------- | ---------- | ---------- | ---------- | ------- | --------- | ---------- | ------ |
| Inglaterra | 3          | 3          | 0          | 0          | 72      | 19        | 53         | 9      |
| Canadá     | 3          | 2          | 0          | 1          | 85      | 32        | 53         | 7      |
| Fiyi       | 3          | 1          | 0          | 2          | 26      | 85        | −59        | 5      |
| Brasil     | 3          | 0          | 0          | 3          | 29      | 76        | −47        | 3      |

## Fase Final

### Copa de oro
|  | Cuartos de final | Cuartos de final | Cuartos de final |               |           | Semifinales | Semifinales | Semifinales |        |              | Copa         | Copa         | Copa |  |
|  |                  |                  |                  |               |           |             |             |             |        |              |              |              |      |  |
|  |                  |                  |                  |               |           |             |             |             |        |              |              |              |      |  |
|  | Australia        | Australia        | 47               |               |           |             |             |             |        |              |              |              |      |  |
|  | Australia        | Australia        | 47               |               |           |             |             |             |        |              |              |              |      |  |
|  | Fiyi             | Fiyi             | 0                |               |           |             |             |             |        |              |              |              |      |  |
|  | Fiyi             | Fiyi             | 0                |               | Australia | Australia   | 29          |             |        |              |              |              |      |  |
|  |                  |                  |                  |               | Australia | Australia   | 29          |             |        |              |              |              |      |  |
|  |                  |                  | Canadá           | Canadá        | 7         |             |             |             |        |              |              |              |      |  |
|  | Canadá           | Canadá           | Canadá           | Canadá        | 7         | 36          |             |             |        |              |              |              |      |  |
|  | Canadá           | Canadá           |                  |               |           |             |             |             |        |              |              |              |      |  |
|  | Estados Unidos   | Estados Unidos   | 0                |               |           |             |             |             |        |              |              |              |      |  |
|  | Estados Unidos   | Estados Unidos   | 0                |               |           |             |             |             |        | Australia    | Australia    | 17           |      |  |
|  |                  |                  |                  |               |           |             |             |             |        | Australia    | Australia    | 17           |      |  |
|  |                  |                  | Nueva Zelanda    | Nueva Zelanda | 19        |             |             |             |        |              |              |              |      |  |
|  | Francia          | Francia          | Nueva Zelanda    | Nueva Zelanda | 19        | 7           |             |             |        |              |              |              |      |  |
|  | Francia          | Francia          |                  |               |           |             |             |             |        |              |              |              |      |  |
|  | Inglaterra       | Inglaterra       | 5                |               |           |             |             |             |        |              |              |              |      |  |
|  | Inglaterra       | Inglaterra       | 5                |               | Francia   | Francia     | 10          |             |        | Tercer lugar | Tercer lugar | Tercer lugar |      |  |
|  |                  |                  |                  |               | Francia   | Francia     | 10          |             |        | Tercer lugar | Tercer lugar | Tercer lugar |      |  |
|  |                  |                  | Nueva Zelanda    | Nueva Zelanda | 31        |             |             |             |        |              |              |              |      |  |
|  | Nueva Zelanda    | Nueva Zelanda    | Nueva Zelanda    | Nueva Zelanda | 31        | 19          |             |             | Canadá | Canadá       | 10           |              |      |  |
|  | Nueva Zelanda    | Nueva Zelanda    |                  |               |           |             |             |             | Canadá | Canadá       | 10           |              |      |  |
|  | Rusia            | Rusia            | 17               |               |           |             |             |             |        |              | Francia      | Francia      | 5    |  |
|  | Rusia            | Rusia            | 17               |               |           |             |             |             |        |              | Francia      | Francia      | 5    |  |
|  |                  |                  |                  |               |           |             |             |             |        |              |              |              |      |  |

| Bandera de Nueva Zelanda |
| Campeón Nueva Zelanda    |
| 1º título del circuito   |